# Systropha arnoldi
Systropha arnoldi är en biart som beskrevs av Heinrich Friese 1922. Systropha arnoldi ingår i släktet Systropha och familjen vägbin. Inga underarter finns listade i Catalogue of Life.